# Osteospermum bolusii
Osteospermum bolusii là một loài thực vật có hoa trong họ Cúc. Loài này được (Compton) Norl. mô tả khoa học đầu tiên năm 1943.